# Arun Netravali
Arun N. Netravali (Bombaim, 26 de maio de 1945) é um engenheiro indo-estadunidense, a quem são creditadas contribuições à tecnologia digital, incluindo a televisão de alta definição (HDTV). Conduziu pesquisas em compressão digital, processamento de sinal e outros campos. Netravali foi o nono presidente do Bell Labs. Obteve o diploma de graduação no IIT Bombaim, e um M.S. e um Ph.D. na Universidade Rice em Houston, todos em engenharia elétrica.
Netravali liderou a pesquisa e o desenvolvimento do Bell Labs em televisão de alta definição (HDTV) e é amplamente reconhecido como pioneiro no desenvolvimento de tecnologia de vídeo digital. É autor de mais de 170 artigos técnicos, 70 patentes e três livros nas áreas de processamento de imagens, televisão digital e redes de computadores.

## Prêmios e honrarias
Netravali recebeu vários prêmios e títulos honorários, incluindo
- 1982 IEEE Donald G. Fink Prize Paper Award (com John O. Limb)[1]
- 1989 eleito membro da Academia Nacional de Engenharia dos Estados Unidos[2]
- 1991 Medalha Alexander Graham Bell IEEE (com Cassius Chapin Cutler e John O. Limb)[3]
- Padma Bhushan[4]
- 2001 Medalha Nacional de Tecnologia e Inovação[5]
- 2001 Prêmio Frederik Philips IEEE[6]
- 2001 Medalha Jack S. Kilby IEEE de Processamento de Sinais (com Thomas Huang)[7]

## Publicações selecionadas
- Arun N. Netravali e Barry G. Haskell, Digital Pictures: Representation, Compression and Standards (Applications of Communications Theory), Springer (second edition, 1995), ISBN 0-306-44917-X